# Adolfo Bonillas Dorantes
Gral. Adolfo Bonilla Dorantes fue un militar mexicano que participó en la Revolución mexicana. Nació en Tlaxco, Tlaxcala el 24 de junio de 1880, aunque su educación la desarrolló en Huamantla. En 1910 se afilió al antirreeleccionismo, ingresando desde 1911 a la lucha , en la que alcanzó el grado de teniente. El 17 de noviembre de 1915 logró el de general, militando con la Convención. Fue rebelede anticarrancista hasta 1920, cuando reconoció el Plan de Agua Prieta. Fue jefe del 98o. Regimiento, que combatió en la Rebelión delahuertista; combatió también al general Marcial Cavazos, hasta que éste murió. Fue presidente del Jurado Militar de Puebla en 1927 y gobernador de Tlaxcala de 1933 a 1937. 